# Oskar Leuze
Oskar Leuze (* 30. Mai 1874 in Beimbach, Württemberg; † 19. April 1934 in Bad Elster) war ein deutscher Althistoriker.

## Leben und Werk
Oskar Leuze, der Sohn eines lutherischen Pfarrers aus Wolfschlugen, studierte von 1892 bis 1896 am Evangelischen Stift zu Tübingen und wurde Mitglied der Verbindung Normannia Tübingen, seit 1934 Burschenschaft Normannia Tübingen. Er war anschließend an verschiedenen Schulen in Württemberg tätig. Nach seiner Promotion (1898) arbeitete er von 1899 bis 1901 als Hauslehrer bei Christian von Tattenbach, der damals deutscher Gesandter in Lissabon war. In dieser Zeit vertiefte Leuze seine Studien in den Bibliotheken Portugals und Spaniens und sammelte Material für chronologische und numismatische Studien, deren Ergebnisse er in den folgenden Jahren auswertete und veröffentlichte. Von 1901 bis 1908 arbeitete er als Repetent am Evangelischen Stift zu Tübingen, dann als Gymnasiallehrer ebenda.
1909 erschien Leuzes erste Monografie Die römische Jahrzählung, die von der Fachwelt als grundlegendes Werk zur römischen Chronologie gewürdigt wurde. Dieser Erfolg ermutigte Leuze, die akademische Laufbahn in Angriff zu nehmen. Er ging 1911 als Assistent an die Universität Halle, wo er sich 1912 habilitierte und zum Privatdozenten ernannt wurde. In seiner Antrittsvorlesung behandelte er die Beziehungen der römischen Republik zu Nordafrika.
Zum 1. Oktober 1914 erhielt Leuze einen Ruf auf eine außerordentliche Professur an der Universität Czernowitz, dem er nach Ausbruch des Ersten Weltkriegs nicht folgen konnte. Er nahm als Kriegsfreiwilliger von 1914 bis 1918 am Weltkrieg teil, zuletzt als Hauptmann und Bataillonskommandeur im Elsass. Nach Kriegsende kehrte er nach Halle zurück und führte dort von 1919 bis 1920 die Zeitfreiwilligen an. 1921 folgte er einem Ruf an die Universität Königsberg, wo er den Lehrstuhl für Alte Geschichte übernahm. In seiner Königsberger Zeit setzte er seine Forschungsarbeit fort und engagierte sich in der universitären Selbstverwaltung. In den letzten Jahren beeinträchtigte ihn eine schwere Krankheit, die ihn ab Oktober 1932 von der Lehrtätigkeit abhielt.
Leuzes Forschungsarbeit war der antiken Chronologie, Numismatik und Metrologie gewidmet. Entgegen vielen Zeitgenossen, die eine Chronologie auf der Basis archäologischer Daten verlangten, arbeitete Leuze mit philologischen Methoden und gab der Quellenkritik neuen Aufwind.

## Schriften (Auswahl)
- Die Agricola-Handschrift in Toledo. In: Philologus. Supplement-Band 8 (1901), S. 515–556.
- Die römische Jahrzählung. Ein Versuch, ihre geschichtliche Entwicklung zu ermitteln. Tübingen 1909.
- Zur Geschichte der römischen Zensur. Halle 1912 (Habilitationsschrift).
- Erziehung zum Staatsbürger. Leipzig 1912.
- Die Feldzüge Antiochos’ des Großen. In: Hermes. Band 58 (1923), S. 187–229 und 241–287.
- Die Satrapieneinteilung in Syrien und im Zweistromlande von 520–320. Halle 1935.